# Аеропракт
Аеропракт — українське підприємство-виробник надлегких літаків, засноване в 1991 році.
Код ICAO: AEROPRAKT.

## Історія
Засновники підприємства — Юрій Яковлєв та Олег Литовченко, конструктори ОКБ імені О. К. Антонова. Перша, аматорська, конструкція, Аеропракт А-20, була представлена в 1991 році. У 1993 році виграла на зльоті-конкурсі надлегких апаратів в Санкт-Петербурзі; побудовані на її основі серійні А-20 знайшли збут у США, ЄС, ОАЕ і Сінгапурі. Після зняття з виробництва А-20 основна модель фірми, вироблена серійно — Аеропракт А-22.
З 2001, на підприємстві впроваджено використання системи автоматизованого проектування Pro/Engineer:
|                                                                  | Коли наше підприємство обирало САПР, нас цікавили, у першу чергу, функціональна повнота продукту для вирішення усіх наших задач із проектування і підготовки виробництва літаків, надійність САПР і швидкість роботи конструктора. Pro/ENGINEER прекрасно відповідала усім цим вимогам. [...] У результаті, ми випускаем наші вироби швидше і з меньшими видатками. |
| — Олег Литовченко, інтерв'ю для видання PTS News, pts.com/russia | |

За 6 років використання Pro/Engineer було створено 6 моделей та модифікацій літаків Аеропракт.
1000-й літак компанії Аеропракт було вироблено у листопаді 2017 — ним був Aeroprakt-22LS.
Станом на серпень 2018, компанією було вироблено більше 1000 літаків. За рік випускається близько 90 літаків. У 2018 р. було випущено 96 літаків: 60 літаків A-22LS/L2, 35 літаків A-32/32L та 1 літак A-40. Більшість літаків експортувалося в Австралію та ОАЕ.
У квітні 2019, підприємство вело перемовини щодо розгортання виробництва на 8 тис. м² у селі Наливайківка Макарівського району де планується розміщення заводу з виробництва надлегких літаків. Станом на 2019 рік Аеропракт виготовляв до 200 літаків на рік.
20 жовтня 2019, під час святкування 60-річчя АНТК Антонова, літаки компанії «Аеропракт» брали участь у святковому повітряному параді на території ДП «Антонов» у Гостомелі.
Спільним прольотом привітали ювілярів надлегкі літаки відомої української компанії «Аеропракт»: двомісні А-22LS і А-32, амфібія А-24 та найновіший «ультралайт» А-40. Ефектний пілотаж на останньому, що завершився заходом на посадку з віража, продемонстрував головний конструктор фірми Юрій Яковлєв.— Державний музей авіації
У 2020, компанія «Аеропракт» і Національний технічний університет України «Київський політехнічний інститут імені Ігоря Сікорського» підписали контракт на проєктування і виготовлення літака спільно зі студентами університету.
1000-й літак серії Aeroprakt-22 було випущено у 2021.
Після початку повномасштабного вторгнення Росії в Україну темпи виробництва літаків Аеропракт впали вдвічі.
На початку 2023, Яковлєв повідомив про те, що розпочати будівництво додаткових виробничих потужностей.
1500-й літак Аеропракт виробив у липні 2023.
Компанія «Аеропракт» має тісну співпрацю з Національним Авіаційним Університетом, а також є роботодавцем для студентів університету.
Станом на 2024, компанія Аеропракт має офіційні представництва, зокрема виробничий підрозділ у Польщі, та широку дилерську мережу в країнах Європи, Північної та Латиниської Америки, Африки, Близького Сходу, а також в Австралії, Новій Зеландії та Південній Кореї.

## Літаки

### Побудовані до 1991 року
- A-8 або Aeroprakt-8 (експериментальний) — одномісний суцільно склопластиковий літак з тягнучим гвинтом та тандемним розташуванням крил за аеродинамічною схемою качка, побудований Юрієм Яковлєвим у місті Куйбишев (з 1991 року Самара, Росія) після завершення навчання у Куйбишівському авіаційному інституті[ru] у 1984 році, як модернізована копія Quickie[en] Берта Рутана[1][24][25], і того ж року літак було представлено на злеті малої авіації СЛА-84 у Криму[26][27]. У 2014-2016 роках літак A-8 було переправлено з Самари, де він зберігався понад 20 років під відкритим небом, в Україну і на потужностях компанії «Аеропракт» відновлено до льотного стану у 2017 році.[28][29][30]
- Aeroprakt-T8 або Aeroprakt T-8 (експериментальний) — літак-копія, виготовлена у 1989 році за фотографіями французького надлегкого двомісного моноплана «Baroudeur» сконструйованого Андре Конфессоном (André Confesson), сфотографованого у деталях під час демонстрації на Міжнародному авіасалоні у Ле Бурже. У 1991 році Aeroprakt-T8 літак став переможцем злету-конкурсу надлегких літальних апаратів у Чернігові.[31] У 1995 році літак був проданий у Новосибірськ (Росія). На основі Aeroprakt-T8 у відділі надлегких літальних апаратів КБ Антонова було створено експериментальний літак T-8, який мав покращені характеристики.[32][33][34]

### Побудовані після 1991 року
- A-20 або Aeroprakt-20 (серійний; знятий з виробництва) — двомісний високоплан зі штовхаючим гвинтом і T-подібним кілем.
- A-20 Sport або Aeroprakt-20 Sport (експериментальний) — "спортивна двадцятка", модифікація моделі A-20 з безпідкосним вільнонесучим крилом.
- A-22 або Aeroprakt-22 (серійний) — двомісний високоплан, з тягнучим гвинтом.
- A-24 або Aeroprakt-24 (не серійний) — тримісна амфібія (гідроплан), високоплан з тягнучим гвинтом і Т-подібним кілем.[35]
- A-26 або Aeroprakt-26 (знятий з виробництва) — двомоторна модифікація моделі A-20 з підвищеною надійністю.
- A-28 або Aeroprakt-28 (експериментальний) — двомоторний чотиримісний низькоплан, з тягнучими гвинтами і T-подібним кілем.
- A-30 або Aeroprakt-30 (експериментальний) — модифікація моделі A-20 Sport з крилом ламінарного профілю NACA 633418[36].
- A-32 або Aeroprakt-32 (серійний) — розвиток моделі A-22 з потовщеною хвостовою балкою.[37]
- A-36 або Aeroprakt-36 (не серійний) — розвиток моделі A-26.[38]
- A-40 або Aeroprakt-40 (експериментальний) — двомісний спортивний, суцільно вуглепластиковий, розвиток моделі A-20 і А-30.[39]

Галерея
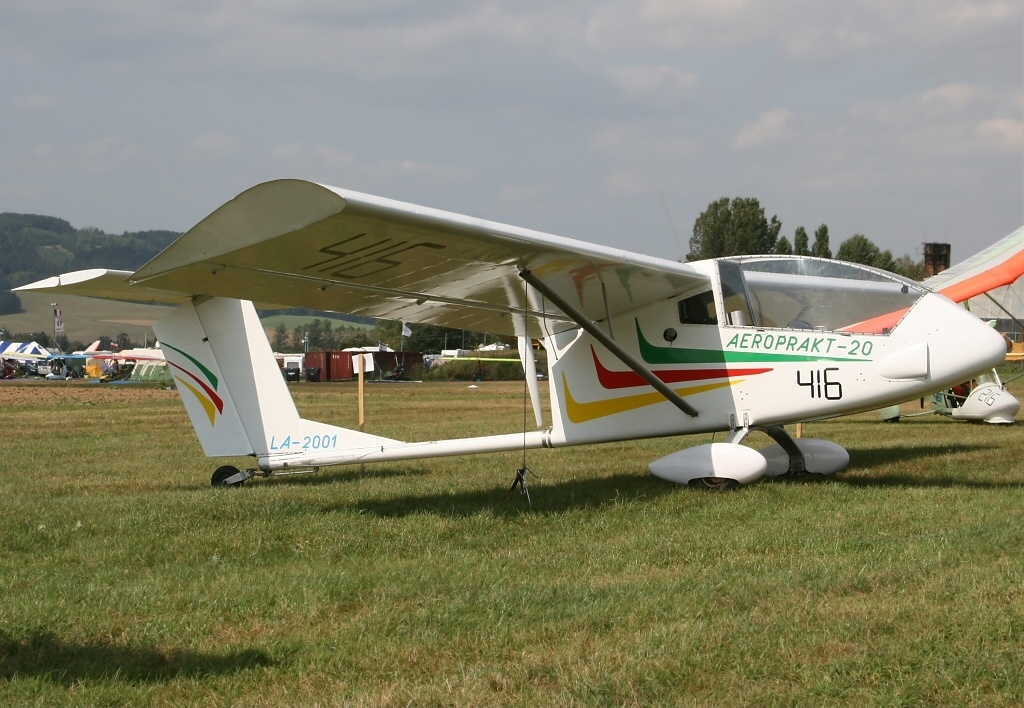
A-20 (cn 1)
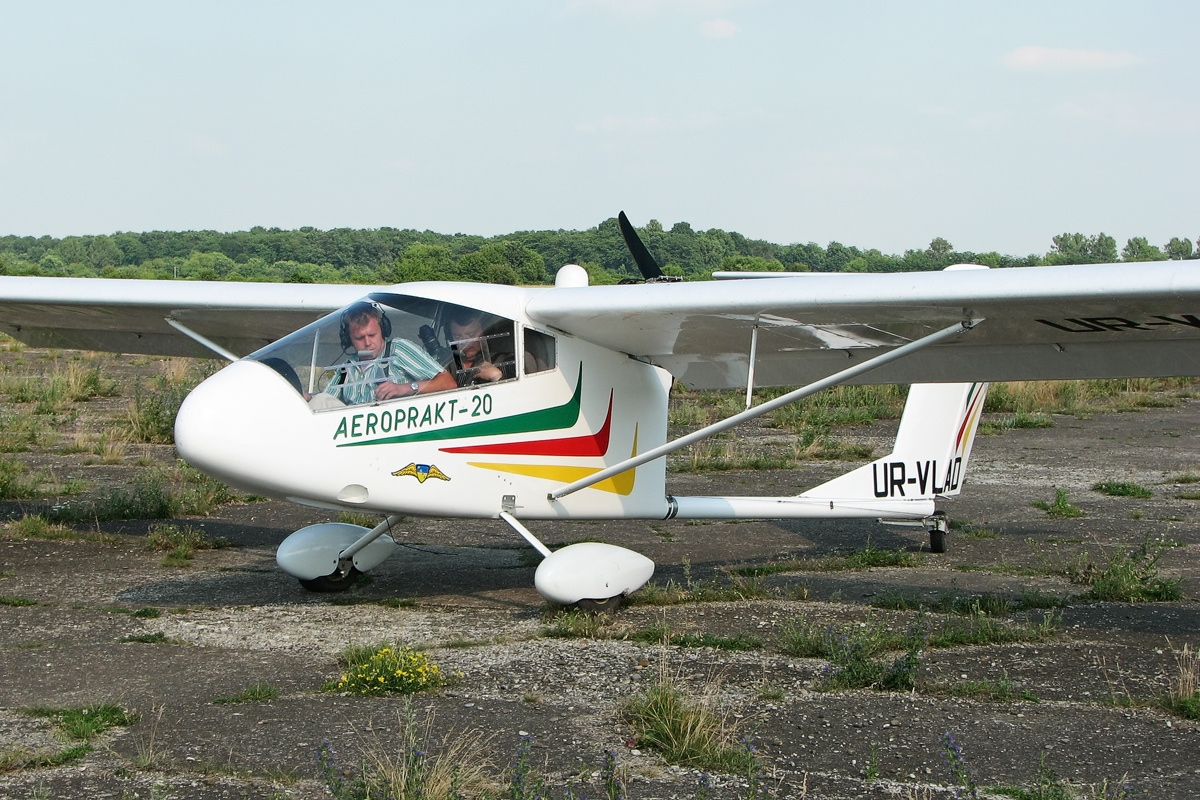
A-20
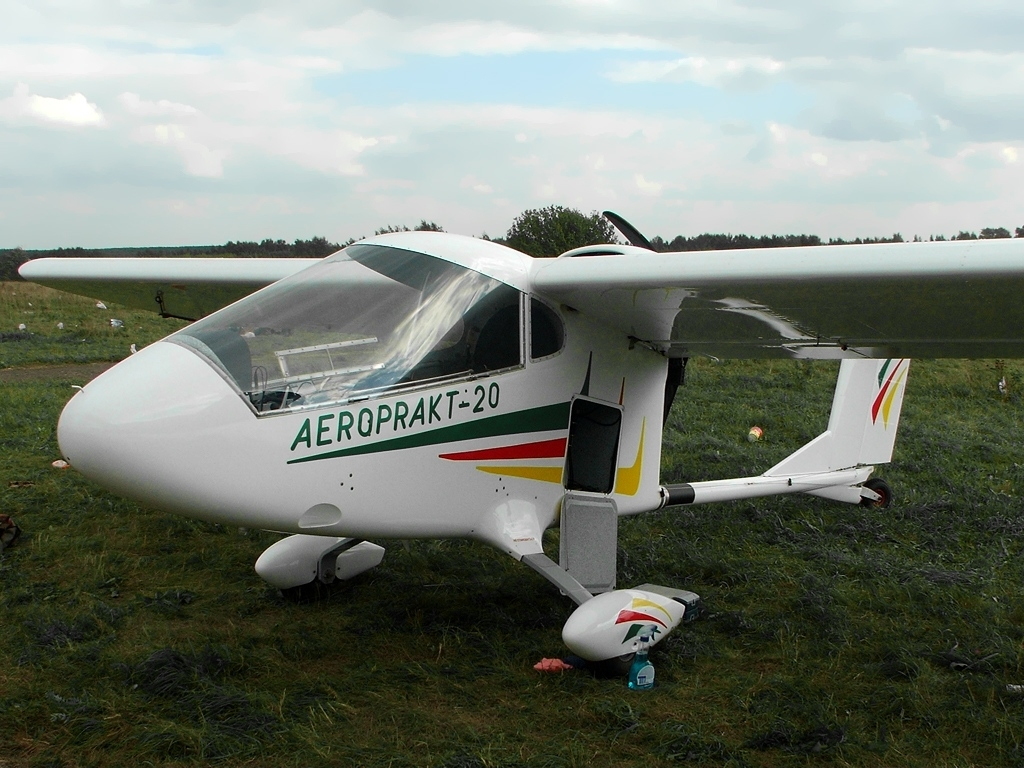
A-20 Sport
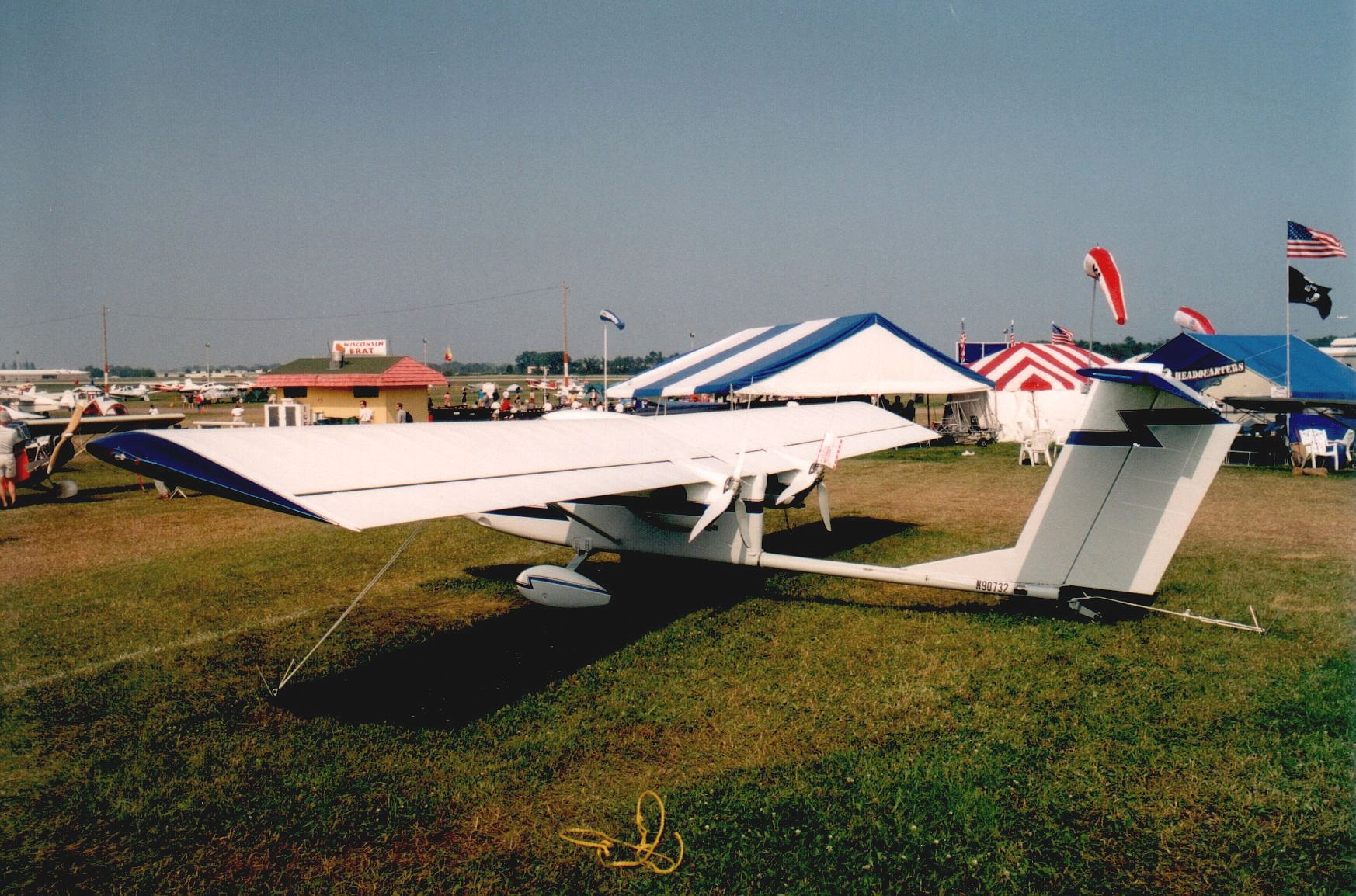
A-26
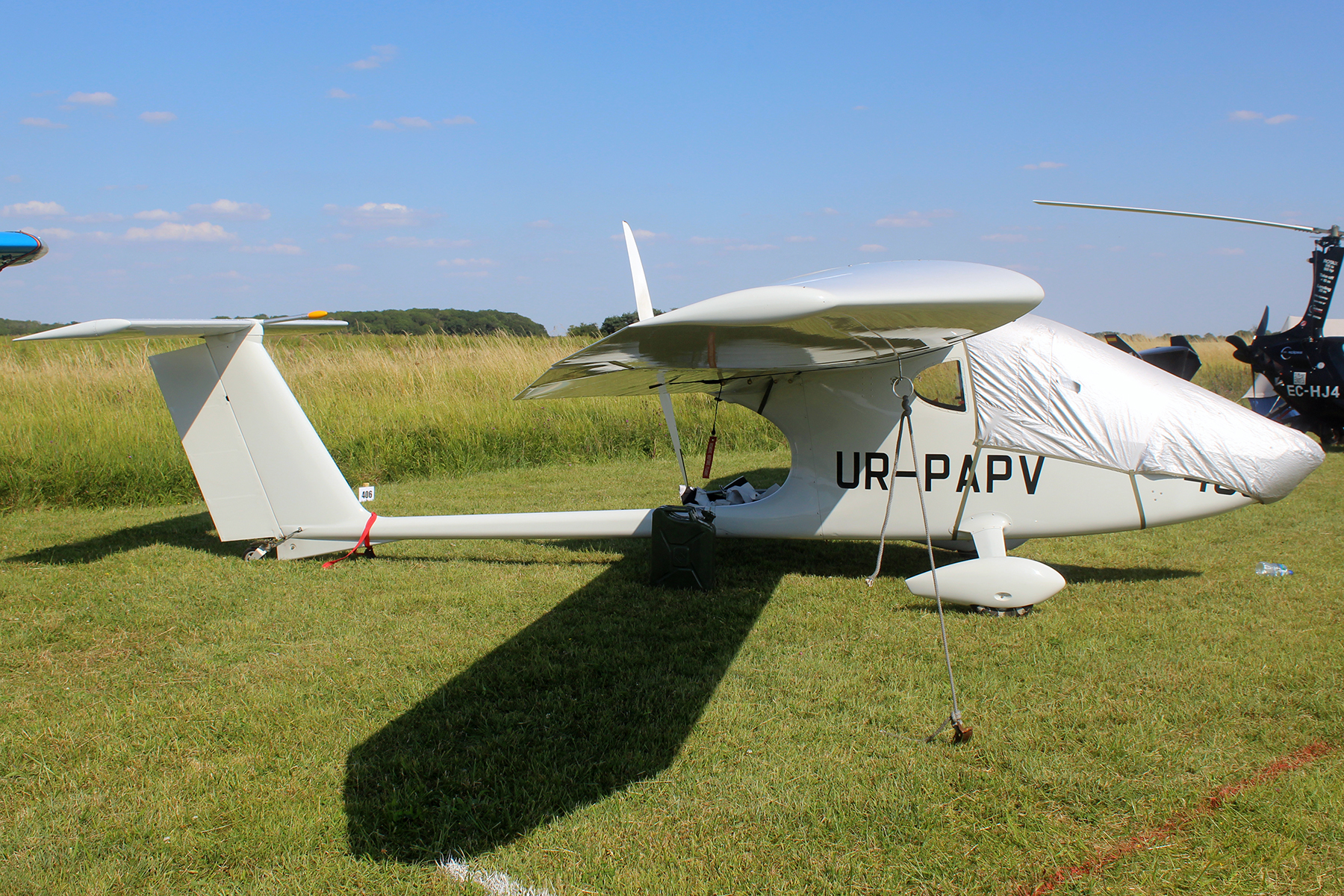
A-40
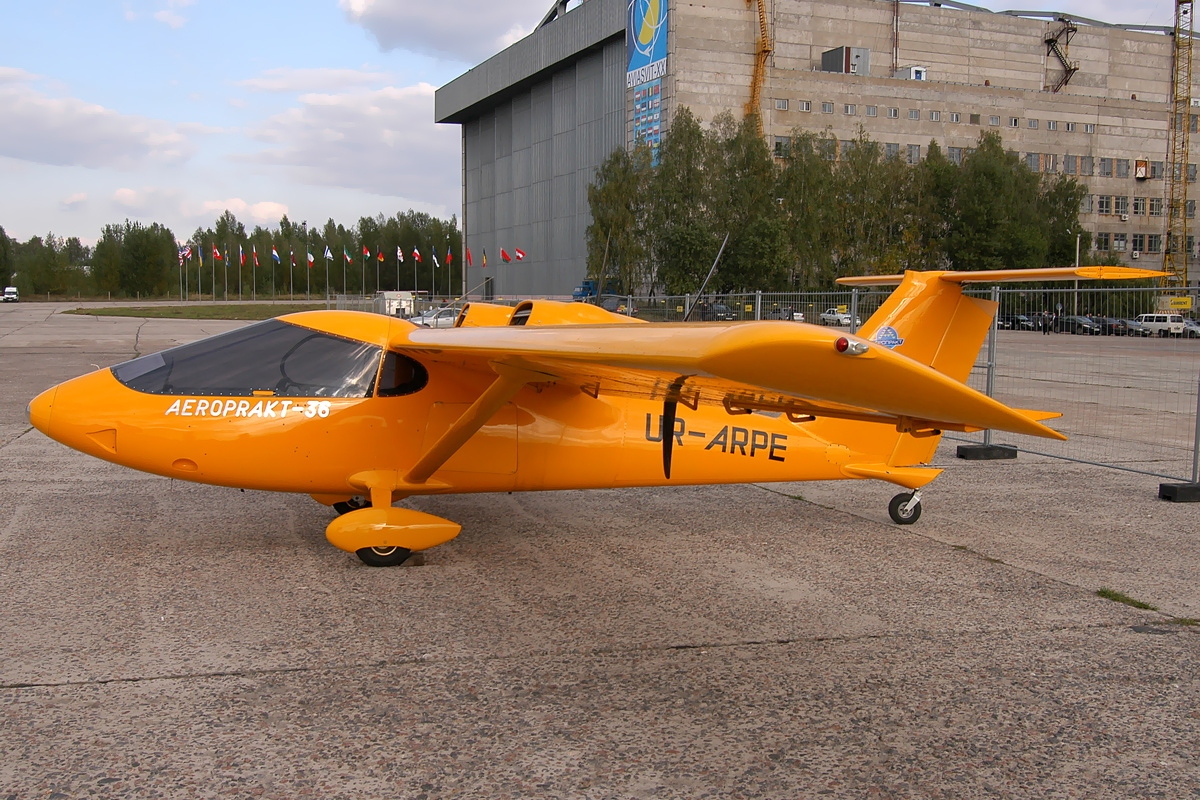
A-36
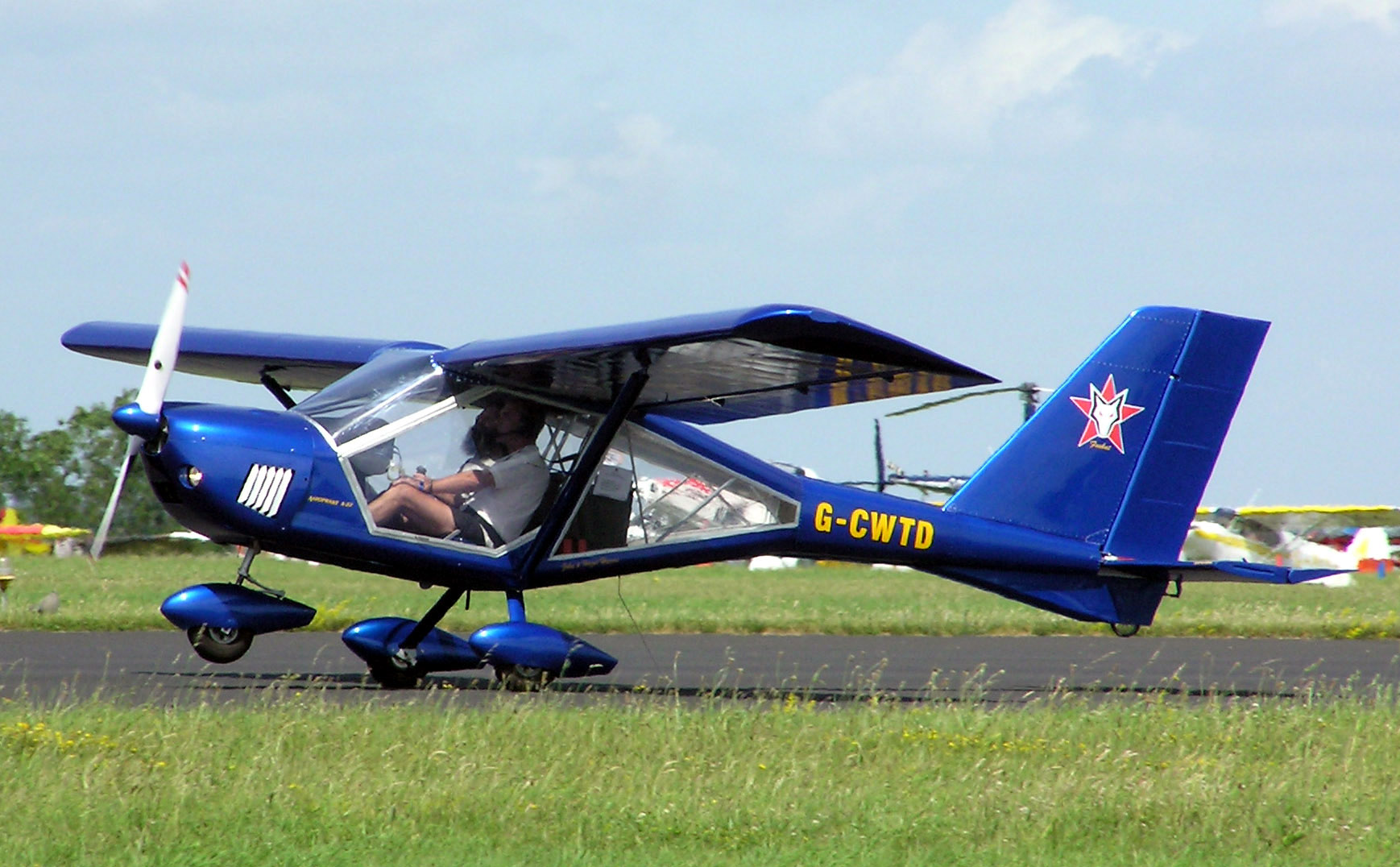
A-22
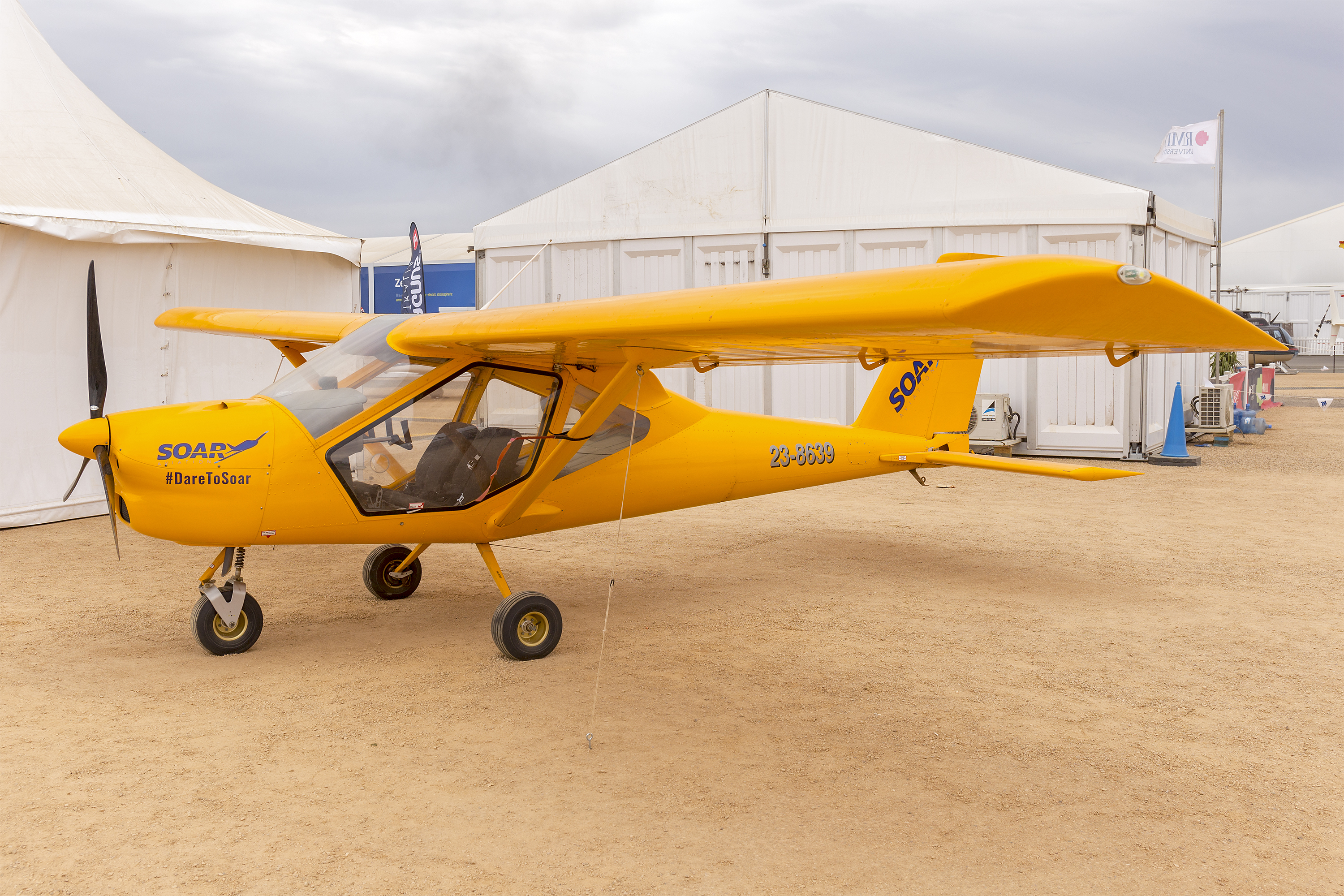
A-32
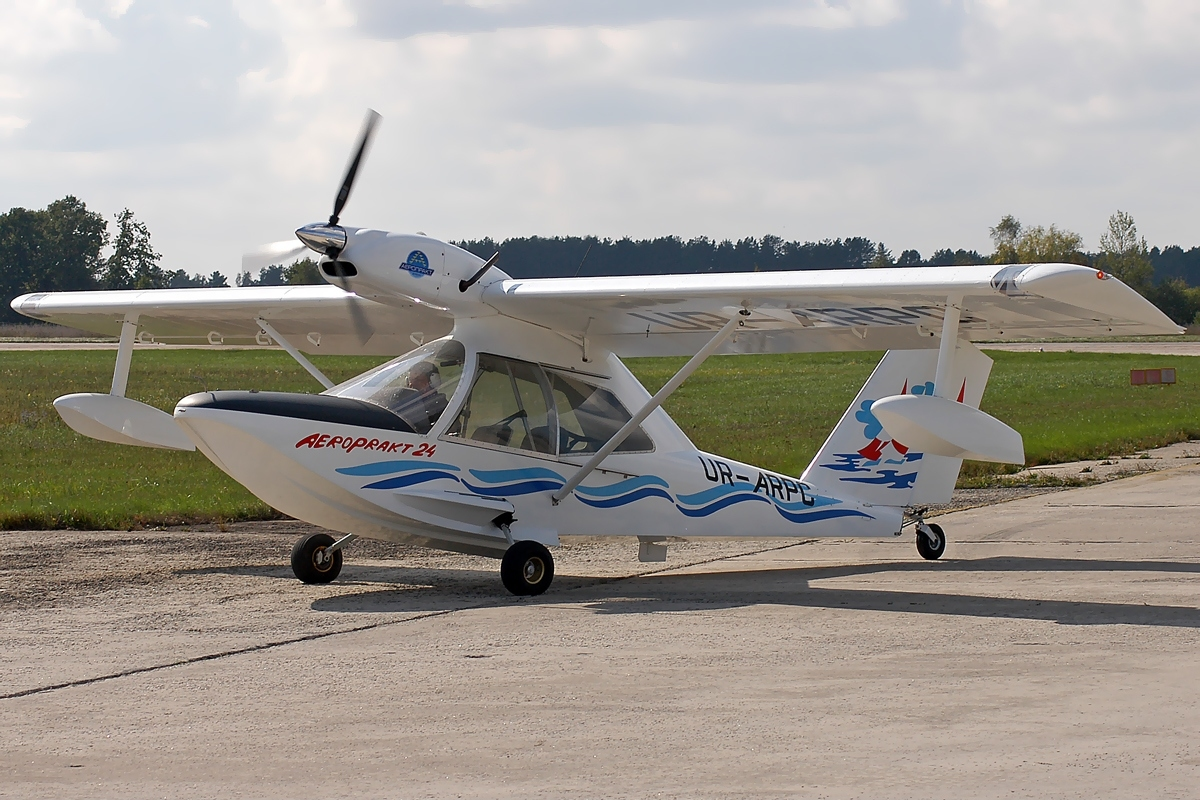
A-24
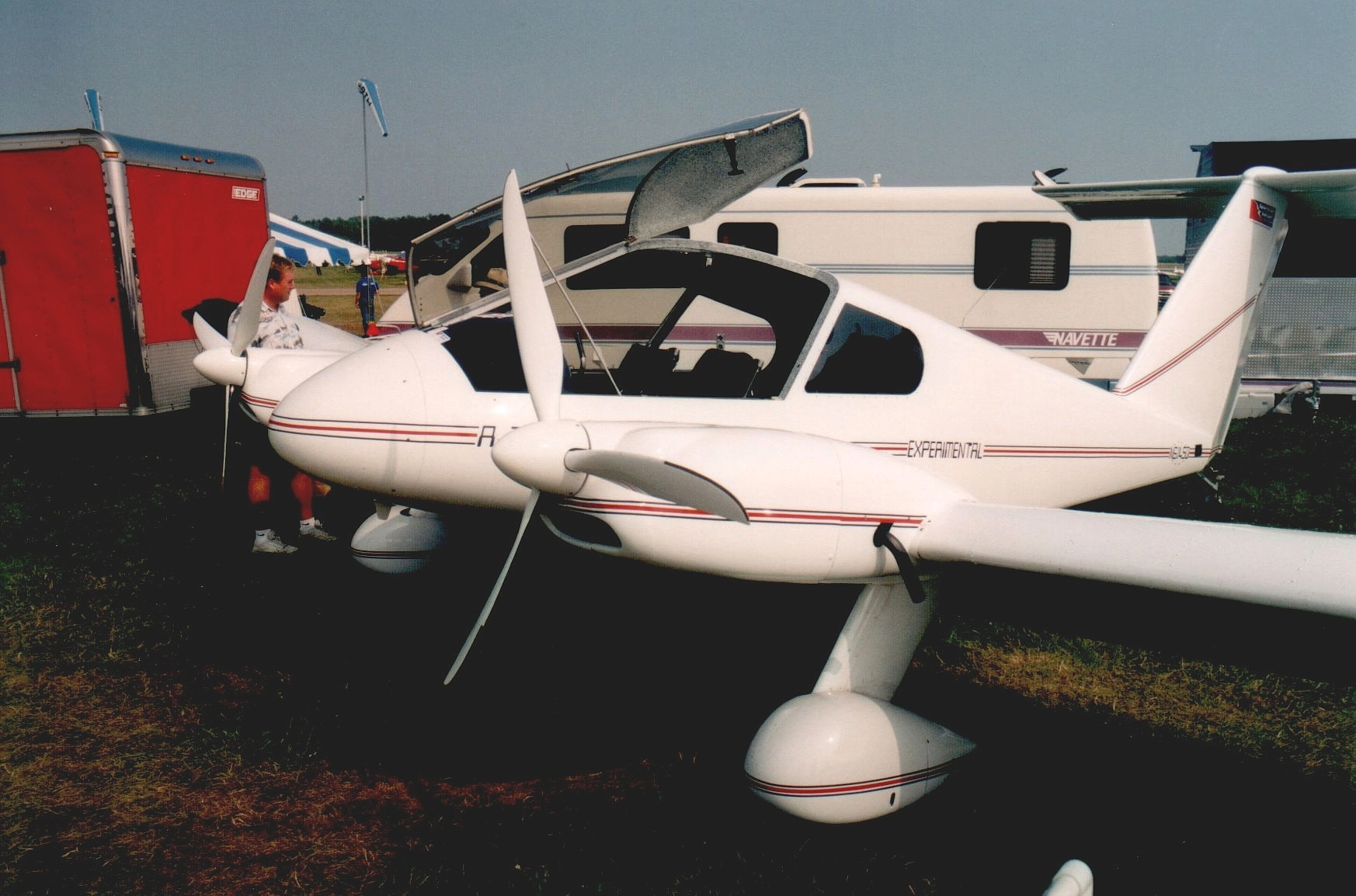
A-28

### Електролітаки
- A-8e або Aeroprakt-8e (експериментальний) — ремоторизація літака A-8 з використанням електричної силової установки; конвертацію в електролітак було проведено у 2018-2019 роках.[25][41]
- A-20e або Aeroprakt-20e (експериментальний) — ремоторизована версія літака A-20 з використанням електричної силової установки від A-8e; перший політ відбувся 6 лютого 2022 року.[42][43][44]

## Аероклуб та аеродром

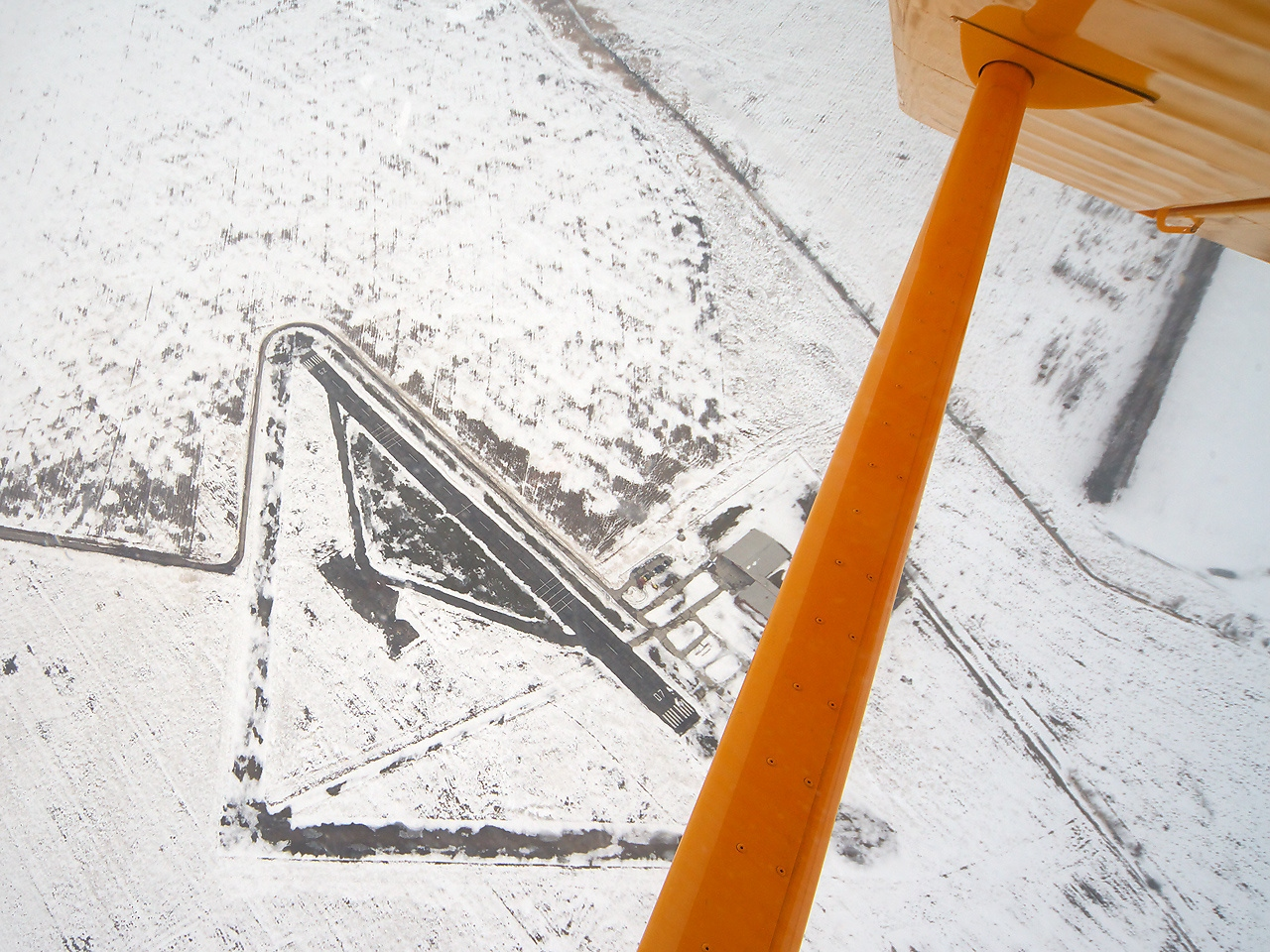
Вид на «Аероклуб Аеропракт» та аеродром «Наливайківка» з кабіни літака A-22L2 під час польоту, 6 березня 2010 року.

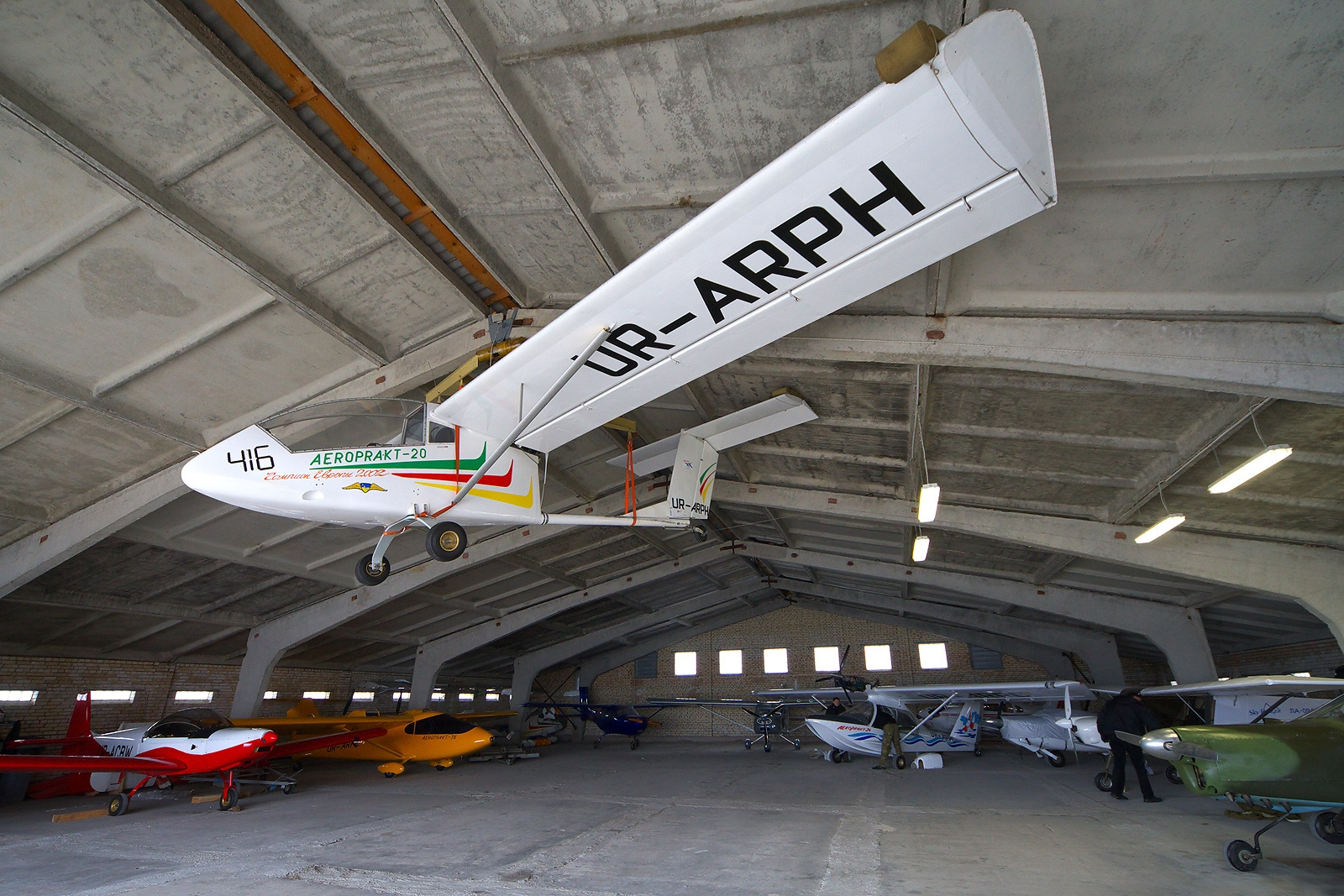
Перший серійний A-20 (cn 1) в ангарі «Аероклубу Аеропракт», 6 березня 2010 року

У 1986 році Юрій Яковлєв, разом з колегами з АНТК Антонова, заснував «Аероклуб Аеропракт», який у період 2002-2005 років побудував на місці сільськогосподарського майданчика у селі Наливайківка власний аеродром для авіації загального призначення (код ICAO: UPNK), де зокрема проводяться випробувальні польоти літаків власного виробництва компанії «Аеропракт». У 2007 році Юрій Яковлєв та Олег Литовченко заснували у Наливайківці ТОВ «Аеропракт-Плюс».
У будівлі аероклубу розміщено приміщення керівника польотів, кают-компанія аероклубу, міні-готель та кухня.
Аеродром аероклубу має одну бетонну злітно-посадкову смугу з асфальтовим покриттям та дві смуги з ґрунтовим покриттям, які розташовані у формі косинця перед будівлею аероклубу та ангаром для літаків.

### Бомбардування аеродрому
У перші місяці російського вторгнення 2022 року, у ході Битви за Бучу, російські війська скинули на аеродром дві 500-кілограмові бомби з літака Су-25, внаслідок чого було пошкоджено злітно-посадкові смуги, а ударною хвилею та осколками було частково зруйновано будівлю аероклубу та ангар, а також пошкоджено близько 10 приватних літаків аероклубу та членів аероклубу, в тому числі А-36, експериментальні літаки A-8 та A-30, а також перший серійний A-20 (cn 1), які знаходилися всередині ангара.
| | Нам пощастило, що наш аеродром ніколи не був під російським контролем. Спочатку вони прийшли з танками. Коли це не допомогло, вони бомбили нас із повітря. |
| — Юрій Яковлєв, інтерв'ю для видання Bild, Comments.ua: https://kyiv.comments.ua/ua/news/money/economy/16146-u-kiivskiy-oblasti-buduyut-zavod-z-virobnictva-litakiv.html | |

У другому півріччі 2022 року пошкоджені споруди було відновлено.

## Спортивні досягнення
Компанія «Аеропракт» має власну команду з авіаційного спорту, яка займала призові місця та ставала переможцем чемпіонатів України, Європи та світу серед надлегкої авіації, що проводяться Міжнародною авіаційною федерацією (FAI), а також була учасником різноманітних злетів любителів авіації та авіаційних виставок у різних країнах.
| Рік  | День/Місяць          | Змагання                                                                | Кількість екіпажів (країн) | Результат   | Літак(и)                                              | Двигун                                       | Примітки |
| ---- | -------------------- | ----------------------------------------------------------------------- | -------------------------- | ----------- | ----------------------------------------------------- | -------------------------------------------- | --- |
| 1991 |                      | Зліт-конкурс надлегких літальних апаратів у Чернігові (Україна)         |                            | Золото      | Aeroprakt-T8                                          |                                              | |
| 1993 | 14-21 липня          | 4th FAI European Microlight Championship                                | 15                         | 9           | A-20                                                  | Rotax-582                                    | Команда вперше взяла участь у змаганнях FAI. Використали дослідний (не серійний) експериментальний літак A-20. Бронза за результатами конкурсу на скоропідйомність, але 9 місце за результатами виконання усіх конкурсів. |
| 1993 |                      | Зліт-конкурс надлегких літальних апаратів у Санкт-Петербурзі (Росія)    |                            | Золото      | A-20                                                  | Rotax-582                                    | |
| 1994 | червень              | Polish [Open] Microlight Championship                                   |                            | Срібло      | A-20                                                  | Rotax-582                                    | |
| 1994 | серпень              | 5th FAI World Microlight Championship                                   |                            | Бронза      | A-20 (cn 1)                                           | Rotax-582                                    | Команда вперше використала перший серійний літак A-20 і вперше здобула призове місце. |
| 1995 |                      | 5th FAI European Microlight Championship                                |                            | Срібло      | A-20                                                  | Rotax-462                                    | Двигун було змінено на менш потужний, але більш економічний для отримання кращих результатів у конкурсі тривалість польоту. |
| 1996 |                      | 6th FAI World Microlight Championship                                   |                            | —           | —                                                     | —                                            | Команда відмовилась від участі, у зв'язку з можливими високими видатками через те, що чемпіонат проходив у Південно-Африканській Республіці. |
| 1997 | 15-17 вересня        | 1st FAI World Air Games                                                 |                            | Срібло      | A-20                                                  | Rotax-912                                    | Команда вперше на серійному літаку з двигуном Rotax-912. Верховна Рада України виділила кошти на фінансування участі команди у змаганнях. З 18 літаків у класі двомісних літаків 5 літаків було виробництва Аеропракт. |
| 1998 | 13-20 вересня        | World Microlight Cup                                                    | 13 (8)                     | Срібло      | A-20                                                  | Rotax-912                                    | Значущість змагань нижча за чемпіонати світу і Європи. |
| 1999 | 23-31 липня          | 7th FAI World Microlight Championship                                   | 15                         | 5           | A-20 Sport                                            | Rotax-912                                    | |
| 2000 | 1-9 травня           | Чемпіонат України серед моторних надлегких літальних апаратів           | 7                          | Золото      | A-20                                                  |                                              | Команда: Юрій Яковлєв - Ігор Пугач. |
| 2000 | 1-9 травня           | Чемпіонат України серед моторних надлегких літальних апаратів           | 7                          | Бронза      | A-22                                                  |                                              | Команда: Сергій Перваков - Василь Олейник. |
| 2000 | 1-9 травня           | Чемпіонат України серед моторних надлегких літальних апаратів           | 7                          | Бронза      | A-20                                                  |                                              | Команда: Олександр Величко - Олександр Прокоп. |
| 2000 | 1-9 травня           | Чемпіонат України серед моторних надлегких літальних апаратів           | 7                          | 5           | A-20                                                  |                                              | Команда: Володимир Гордєєв - Лев Черкасов. |
| 2000 | 19-27 серпня         | 6th FAI Open European Classic Classes Microlight Championship           |                            | —           | —                                                     | —                                            | Команда не брала участь через те, що не змогла вчасно отримати візи у посольстві Франції в Україні. |
| 2001 | 1-7 травня           | Чемпіонат України серед моторних надлегких літальних апаратів           | 5                          | Золото      | A-20Ф                                                 |                                              | Команда: Юрій Яковлєв В. - Ігор Пугач Б. |
| 2001 | 1-7 травня           | Чемпіонат України серед моторних надлегких літальних апаратів           | 5                          | Срібло      | A-20                                                  |                                              | Команда: Гусаченко - Г.В.СторчакТ.В. |
| 2001 | 1-7 травня           | Чемпіонат України серед моторних надлегких літальних апаратів           | 5                          | Бронза      | A-20                                                  |                                              | Команда: Кохан С.В. - Коваль А.Ю |
| 2001 | 1-7 травня           | Чемпіонат України серед моторних надлегких літальних апаратів           | 5                          | 4           | A-22                                                  |                                              | Команда: Литовченко - О.В. Людовик С.Н. |
| 2001 | 1-7 травня           | Чемпіонат України серед моторних надлегких літальних апаратів           | 5                          | 5           | A-20                                                  |                                              | Команда: Перваков С.В. - Одарюк А.В |
| 2001 | 22 червня - 1 липня  | 2nd FAI World Air Games                                                 |                            | Бронза      |                                                       |                                              | Команда: Юрій Яковлєв - Ігор Пугач. |
| 2001 | 23-30 серпня         | 8th FAI World Microlight Championship                                   |                            | 11          | A-20 Sport                                            | Rotax-912                                    | Другий екземпляр "спортивної двадцятки". |
| 2002 | 28-30 червня         | Чемпіонат України серед моторних надлегких літальних апаратів           |                            | Золото      | A-20                                                  | Rotax-912                                    | Команда: Юрій Яковлєв - Ігор Пугач. |
| 2002 | 28-30 червня         | Чемпіонат України серед моторних надлегких літальних апаратів           | Бронза                     | A-20CX      | Команда фірми «Аероспрофіт»: Ф. Стеченко - Т. Сторчак | Rotax-912                                    | |
| 2002 | 28-30 червня         | Чемпіонат України серед моторних надлегких літальних апаратів           |                            | A-24        | Команда фірми «Аеропракт»                             | Rotax-912                                    | |
| 2002 | 15-20 липня          | 7th FAI Open European Classic Classes Microlight Championship           |                            | Золото      | A-20 (cn 1)                                           | Rotax-912                                    | Планувалося використання літака A-30, але його не встигли завершити, тому взяли перший серійний A-20. Команда (Юрій Яковлєв та Ігор Пугач) вперше стала чемпіоном змагань. Під час нагородження не вмикали Гімн України і не піднімали Прапор України через те, що команда не взяла з собою прапор та аудіокасету записом гімну. |
| 2003 | 29 травня - 1 червня | Чемпіонат України серед моторних надлегких літальних апаратів           |                            | Золото      | A-30                                                  |                                              | Команда: Юрій Яковлєв - Ігор Пугач. |
| 2003 | 29 травня - 1 червня | Чемпіонат України серед моторних надлегких літальних апаратів           | Бронза                     | A-20        |                                                       | Команда: Г. Гусаченко - О. Бурдюжа.          | |
| 2003 | 23-31 серпня         | 9th FAI World Microlight ChampionshipWorld Air Games                    | (12)                       | 13          |                                                       |                                              | Команда: Юрій Яковлєв - Ігор Пугач. 13 місце в індивідуальному заліку і 11 місце в командному заліку національних команд. |
| 2005 | 21-23 травня         | Відкритий Чемпіонат України серед моторних надлегких літальних апаратів | 8                          | Золото      | A-20 (cn 1)                                           |                                              | Команда: Юрій Яковлєв - Ігор Пугач. |
| 2005 | 21-23 травня         | Відкритий Чемпіонат України серед моторних надлегких літальних апаратів | 8                          | Бронза      | A-22                                                  |                                              | Команда: Олег Литовченко - Іван Челишев. |
| 2005 | 21-23 травня         | Відкритий Чемпіонат України серед моторних надлегких літальних апаратів | 8                          | 4           | A-22                                                  |                                              | Команда: Олег Литовченко - А. Добитко. |
| 2005 | 21-27 серпня         | 10th FAI World Microlight Championship                                  | 18                         |             |                                                       |                                              | |
| 2006 | 16-20 травня         | Чемпіонат України серед надлегкої авіації                               | 7                          |             |                                                       |                                              | |
| 2006 | 29 липня - 5 серпня  | 9th FAI European Microlight Championship                                | 11 (7)                     | Бронза      | A-30                                                  |                                              | Команда: Юрій Яковлєв - Ігор Пугач. На крилах літака A-30 замість металевих носків встановлено вуглепластикові, а також додано вуглецеві трапецоїдні закінцівки. |
| 2007 | 26 травня            | Чемпіонат України серед надлегкої авіації                               |                            | Золото      | A-30                                                  |                                              | Команда: Юрій Яковлєв - Ігор Пугач. |
| 2007 | 26 травня            | Чемпіонат України серед надлегкої авіації                               | Срібло                     | A-20        |                                                       | Команда: Іван Челишев - Сергій Мальчик.      | |
| 2007 | 26 травня            | Чемпіонат України серед надлегкої авіації                               | Бронза                     | A-22        |                                                       | Команда: Олег Литовченко - Артем Литовченко. | |
| 2007 | 8-16 жовтня          | 11th FAI World Microlight Championship                                  |                            | Срібло      | A-30                                                  |                                              | Команда: Юрій Яковлєв - Ігор Пугач. |
| 2007 | 8-16 жовтня          | 11th FAI World Microlight Championship                                  | 8                          | A-20 (cn 1) |                                                       | Команда: Іван Челишев - Віталій Кожема.      | |
| 2007 | грудень              | (Без назви)                                                             | 8                          |             | A-20                                                  |                                              | Змагання проводилися на аеродромі «Аероклубу Аеропракт» з метою порівняння характеристик літаків A-20, A-22, A-36, Зодіак, Х-32 Бекас, Aquila, Дельфін, АИ-10. |
| 2007 | грудень              | (Без назви)                                                             | 8                          | A-22        |                                                       |                                              | Змагання проводилися на аеродромі «Аероклубу Аеропракт» з метою порівняння характеристик літаків A-20, A-22, A-36, Зодіак, Х-32 Бекас, Aquila, Дельфін, АИ-10. |
| 2007 | грудень              | (Без назви)                                                             | 8                          | A-36        |                                                       |                                              | Змагання проводилися на аеродромі «Аероклубу Аеропракт» з метою порівняння характеристик літаків A-20, A-22, A-36, Зодіак, Х-32 Бекас, Aquila, Дельфін, АИ-10. |
| 2008 | ?-6 липня            | Чемпіонат України серед надлегкої авіації                               |                            | Золото      | A-30                                                  |                                              | Команда: Юрій Яковлєв - Ігор Пугач. |
| 2008 | ?-6 липня            | Чемпіонат України серед надлегкої авіації                               | Срібло                     | A-20        |                                                       | Команда: Іван Челишев - Віталий Кожема.      | |
| 2008 | ?-6 липня            | Чемпіонат України серед надлегкої авіації                               | Бронза                     | A-22        |                                                       | Команда: Надія Брай - Антон Воронін          | |
| 2008 | 12-24 серпня         | 10th FAI European Microlight Championship                               | 19 (13)                    | Срібло      | A-30                                                  |                                              | Команда: Юрій Яковлєв - Ігор Пугач. |
| 2008 | 12-24 серпня         | 10th FAI European Microlight Championship                               | 19 (13)                    | 14          | A-22                                                  |                                              | Команда: Надія Брай - Ілля Нєчволодов. Вперше використано A-22. |
| 2008 | 4-5 жовтня           | Кубок Аеропракта                                                        | 6                          | Золото      | A-20                                                  |                                              | Команда: Іван Челишев - Віталий Кожема. |
| 2008 | 4-5 жовтня           | Кубок Аеропракта                                                        | 6                          | Срібло      | A-22                                                  |                                              | Команда: Надія Брай - Антон Воронін. |
| 2012 | вересень             | (Без назви)                                                             | 6                          | Золото      | А-22                                                  |                                              | Змагання проводилися на аеродромі «Аероклубу Аеропракт» серед 6 учасників на чотирьох літаках A-22, одному Cessna 182 та одному мотодельтальоті Аерос. |
| 2012 | вересень             | (Без назви)                                                             | 6                          | Срібло      | А-22                                                  |                                              | Змагання проводилися на аеродромі «Аероклубу Аеропракт» серед 6 учасників на чотирьох літаках A-22, одному Cessna 182 та одному мотодельтальоті Аерос. |
| 2012 | вересень             | (Без назви)                                                             | 6                          | Бронза      | А-22                                                  |                                              | Змагання проводилися на аеродромі «Аероклубу Аеропракт» серед 6 учасників на чотирьох літаках A-22, одному Cessna 182 та одному мотодельтальоті Аерос. |
| 2012 | вересень             | (Без назви)                                                             | 6                          | 6           | A-22                                                  |                                              | Змагання проводилися на аеродромі «Аероклубу Аеропракт» серед 6 учасників на чотирьох літаках A-22, одному Cessna 182 та одному мотодельтальоті Аерос. |
| 2013 | 6-17 серпня          | 12th FAI European Microlight Championship                               |                            | Срібло      |                                                       |                                              | Команда: Юрій Яковлєв - Тимофій Яковлєв. У командному заліку Україна зайняла 10 місце. |
| 2014 |                      | 14th FAI World Microlight Championship                                  |                            |             |                                                       |                                              | |
| 2015 |                      | 13th FAI European Microlight Championship                               |                            |             | A-30                                                  |                                              | Команда: Юрій Яковлєв - Тимофій Яковлєв. |
| 2016 |                      | 15th FAI World Microlight Championship                                  |                            |             |                                                       |                                              | |
| 2017 | 9-19 серпня          | 14th FAI European Microlight Championship                               |                            |             | A-30                                                  |                                              | Команда: Юрій Яковлєв - Тимофій Яковлєв. |
| 2018 | ?-18 серпня          | 16th FAI World Microlight Championship                                  |                            | Золото      | A-40                                                  |                                              | Команда: Юрій Яковлєв - Тимофій Яковлєв. Вперше використано літак Аеропракт A-40. |
| 2019 | 7-17 серпня          | 15th FAI European Microlight Championship                               | (8)                        | Золото      | A-40                                                  |                                              | Команда: Юрій Яковлєв - Тимофій Яковлєв. У командному заліку Україна зайняла 7 місце. |
| 2022 | 20-30 липня          | 17th FAI World Microlight Championship                                  |                            | Золото      | A-40                                                  |                                              | Команда: Юрій Яковлєв - Тимофій Яковлєв. Це був перший виступ під час повномасштабного вторгнення Росії в Україну. |
| 2024 | 27 липня - 3 серпня  | 18th FAI World Microlight Championship                                  | 16 (6)                     | Золото      | A-40                                                  |                                              | Команда: Юрій Яковлєв - Тимофій Яковлєв. У командному заліку Україна зайняла 10 місце серед 12 країн-учасниць. |

### Рекорди
Восени 2018 року Юрій Яковлєв на літаку A-40 встановив 3 світові рекорди FAI з економічності польотів, один з яких Яковлєв встановив виконуючи політ разом з донькою.
17 жовтня 2019 року Тимофій Яковлєв, син Юрія Яковлєва, на літаку A-40 встановив рекорд FAI та рекорд України, пролетівши відстань у 229 км і при цьому витративши лише 8,5 літрів пального.

## Факти
- У 2009 році на території «Аероклубу Аеропракт» проводилися зйомки російськомовного 4-серійного телесеріалу-мелодрами «Зовсім інше життя». У фільмі використовуються літаки аероклубу, зокрема головний герой пілотує літак A-36, який також потрапив на обкладинку DVD-версії серіалу.[85][86]
- Для різних авіасимуляторів, таких як FlightGear, X-Plane[en] та Microsoft Flight Simulator, створено доповнення у вигляді як літаків Аеропракт, так і аеродрому «Наливайківка».[87][88][89][90][91][92]
- Авіаційно-космічний центр КПДЮ створив авіаційний тренажер ТЛ-А-22 (літака Аеропракт-22) для проведення занять льотно-штурманського гуртка.[93]
- У 2014 році, після початку вторгнення Росії в Крим, Юрій Яковлєв разом з іншими учасниками «Аероклубу Аеропракт» долучилися до повітряного патрулювання державних кордонів на літаках A-36 та A-22.[94][95]
- У 2018, літак виробництва Аеропракт використовувався для обльоту й інспекції аеронавігаційного обладнання аеропорту «Семей» (Казахстан)[96].